# Leptopelinae
Leptopelinae is een onderfamilie van kikkers uit de familie Arthroleptidae. De groep werd voor het eerst wetenschappelijk gepubliceerd door Raymond Ferdinand Laurent in 1972.

## Taxonomie
De onderfamilie is monotypisch en telt slechts een enkel geslacht dat wordt vertegenwoordigd door 54 soorten. Alle soorten leven in delen van Afrika, ten zuiden van de Sahara.
Onderfamilie Leptopelinae
- Geslacht Leptopelis Günther, 1859